# Hispano-Suiza 40 HP
Der Hispano-Suiza 40 HP ist ein Pkw-Modell. La Hispano-Suiza stellte die Fahrzeuge im spanischen Barcelona her.

## Beschreibung
Im Dezember 1906 führte Hispano-Suiza den 40 HP auf dem Pariser Autosalon in den Markt ein.
Der Vierzylindermotor hatte 130 mm Bohrung und 140 mm Hub. Das ergab 7433 cm³ Hubraum. Der wassergekühlte Motor leistete 45 PS (33 kW). Er war vorne im Fahrgestell eingebaut und trieb über eine Kardanwelle die Hinterachse an. Die Höchstgeschwindigkeit lag bei 100 km/h. In den Seiten der Motorhaube waren acht vertikale Lüftungsschlitze, beim Nachfolger waren es neun.
Das Fahrgestell hatte 3245 mm Radstand und 1400 mm Spurweite. Als Leergewicht sind 1100 kg angegeben. Bekannt sind Aufbauten als Doppelphaeton und Landaulet.
Nachfolger wurde der Hispano-Suiza 40–50 HP.

## Produktionszahlen
1906 wurden 12 Fahrzeuge gefertigt und im Folgejahr 20. In der Summe sind das 32 Fahrzeuge.
Die Société d’Automobiles à Genève in der Schweiz fertigte dieses Modell in Lizenz.